# Уровская впадина
У́ровская впа́дина — впадина в юго-восточной части Забайкальского края России.

## Расположение
Уровская впадина расположена в левобережье реки Аргунь, между Урюмканским хребтом (с северо-запада) и отрогами Нерчинского хребта (с юго-востока). Впадина начинается на юго-западе, в верхнем течении реки Уров, немного юго-западнее устья её левого притока — реки Мостовка; далее продолжается в северо-восточном направлении (приобретая иногда субширотное направление) до участка реки между сопками Гугда (827 м) и Красной.
Общая протяжённость впадины в указанных границах составляет 130 км. Ширина колеблется от 1-2 км до 5-6 км (и более). Местами впадина имеет ответвления, среди которых наиболее крупными являются Мотогорское и Гидаринское (протяжённостью по 25 км каждое).

## Геология
Уровская впадина сложена осадочными, гранитоидными и базальтоидными формациями (с цеолитами), перекрытыми сверху кайнозойскими континентальными отложениями незначительной мощности. Заложение впадины относится к мезозою, дальнейшее формирование шло в неоген-четвертичное время.
Абсолютные высоты днища впадины уменьшаются с 760 м в верхнем течении до 520 км в нижнем. Основные ландшафты — приречные луга (нередко заболоченные), ерники, лесостепи, вверх по склонам переходящие в горную тайгу.